# Joseph Newmark
Joseph Newmark (1799–1881) fue un empresario prusiano-estadounidense en la ciudad de Nueva York y Los Ángeles, y miembro de la familia Newmark del sur de California. Ayudó a fundar congregaciones judías en ambas ciudades y más tarde se convirtió en rabino ordenado.
Después de emigrar de Prusia a la ciudad de Nueva York, fue cofundador de B'nai Jeshurun. Se mudó a la costa oeste, viviendo y trabajando brevemente en San Francisco.
Newmark se mudó nuevamente a Los Ángeles en 1854, donde dos de sus sobrinos ya estaban en el negocio. Fundó la Congregación B'nai B'rith en 1862, que originalmente era una sinagoga ortodoxa. Más tarde se convirtió en una sinagoga reformista y es conocida como el Templo Wilshire Boulevard, la sinagoga más antigua de Los Ángeles.

## Primeros años
Joseph Newmark nació en una familia judía en 1799 en Neumark, Prusia Occidental. Recibió una educación judía clásica, incluyendo formación rabínica y certificación como schochet, un matador ritual para carne kosher.
Se casó por primera vez a los 19 años y tuvo dos hijos con su primera esposa. Después de que su esposa muriera a una edad temprana, él y sus dos hijos emigraron a los Estados Unidos en 1820.

## Carrera
Newmark se estableció con sus hijos en la ciudad de Nueva York en 1823. Dos años después, en 1825, fue cofundador de B'nai Jeshurun, una sinagoga en Manhattan. Allí se casó nuevamente en 1835 con Rose Levy. Tuvieron seis hijos juntos (ver más abajo).
Él y su creciente familia se mudaron a St. Louis, Missouri, en 1840. Sirvió como presidente de una sinagoga hasta 1845.
Se mudó a San Francisco en 1852, donde brevemente se asoció con Joseph Brandenstein y estableció una tienda de productos secos. Se mudó a Los Ángeles en septiembre de 1854, uniéndose a sus sobrinos Joseph P. Newmark y Harris Newmark en el negocio por un tiempo. Harris vivía con su familia, y su esposa le enseñó al joven a leer y escribir en inglés. Harris se casó con su hija Sarah.
Newmark también fundó la Congregación B'nai B'rith en 1862, la sinagoga más antigua de Los Ángeles, que ahora se conoce como el Templo Wilshire Boulevard. Originalmente era una sinagoga ortodoxa.
A Newmark se le atribuye haber realizado la primera boda judía en California y ofició como rabino en las bodas de sus hijas. En 1862, persuadió al rabino Abram Wolf Edelman para que se mudara a Los Ángeles y se convirtiera en su primer rabino. Después de la muerte de Newmark, la congregación de la sinagoga se convirtió en reformista. Edelman se retiró después de que tomaron esa decisión.
Más tarde en su vida, Newmark se convirtió en rabino ordenado por derecho propio.

## Vida personal
En 1835, el viudo Newmark se casó con Rosa Levy en la ciudad de Nueva York. Tuvieron seis hijos juntos: Matilda Newmark Kremer (casada con Maurice Kremer), Myer J. Newmark, Sarah Newmark (casada con su primo Harris Newmark), Caroline Newmark Lazard (casada con Solomon Lazard), Edward Newmark y Harriet Newmark Meyer (casada con Marc Eugene Meyer). El hermano mayor de Harris, Joseph P. Newmark, se había establecido en Los Ángeles antes que él y estuvieron en el negocio juntos por un tiempo. Newmark murió en 1881 en Los Ángeles.